# Hidzsra (iszlám)

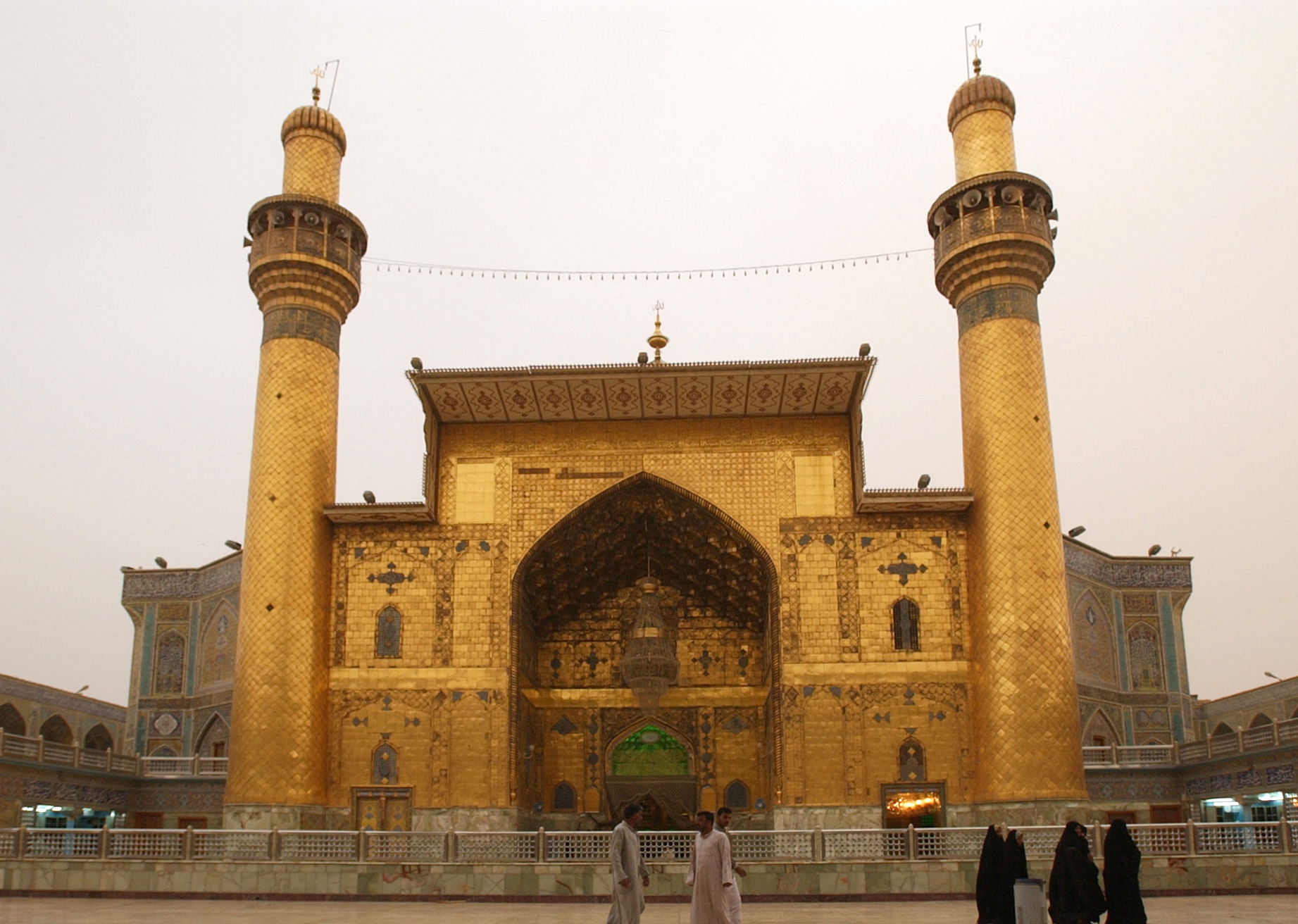
A nedzsefi Ali imám-mecset, a síiták egyik legszentebb helye (Irak)

A hidzsra arab szó kivonulást jelent. Az iszlám történetében több kivonulás is ismert, mely során a muszlimok az üldöztetés elől békésebb helyen kerestek menedéket.

## A korai hidzsrák
Az első jelentős hidzsra az etiópiai kivándorlás volt, mely során közel száz mekkai muszlim hajózott át Dzsiddából Abesszíniába, ahol akkor egy igazságos keresztény uralkodó volt hatalmon, s aki nem csupán befogadta és védelmezte a Dzsaafar ibn Abi Tálib vezette muszlimokat, de később maga is iszlám hitre tért.
A második hidzsrának Mohamed próféta táifi kivándorlási kísérletét nevezzük, mely kudarcba fulladt, hiszen kénytelen volt elmenekülni ebből a hegyi városból.

## A medinai kivándorlás
A harmadik hidzsra a muszlimok Mekkából Medinába való vándorlása. A mekkai zarándoklat során Mohamed próféta az Aqabai-szorosban megállapodást kötött néhány jaszribi (ma Medina) férfival, hogy azok felveszik az iszlám vallást, megteszik Allah küldöttét hazájuk vezetőjének, aki cserébe kibékíti az ottani marakodó arab törzseket. Ezen paktum után a muszlimok apránként szivárogtak át Medinába. Az utolsó kivándorló maga Mohamed próféta és legjobb barátja, az első kalifa, azaz Abu Bakr volt. A kivándorlásuk három hónapig tartott i. sz. 622-ben. Ez idő alatt három napot töltöttek a híres Szaur barlangban, ahol Abu Bakr megkapta a legmagasabb szintű spirituális beavatást. Medina népe az iszlám világ legnevesebb dalával, a "Talaal bedru alajná"-val fogadta őket. Mohamed prófétát Abu Ajjúb al-Anszári (törökül Eyüp Sultan) fogadta be.
Mohamed próféta halála után, Ali ibn Abi Tálib, (röviden) Ali kalifa javaslatára, a hidzsra lett a holdhónapokban számoló muszlim naptár kiindulópontja.

## A hidzsra emlékezete a mai Magyarországon
Erre a jelentős eseményre emlékezik minden évben hidzsra elnevezésű teljesítménytúrájával a Hanif Iszlám Kulturális Alapítvány.